# Hanzer

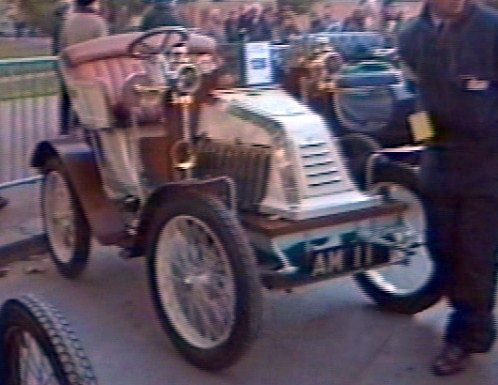
Hanzer von 1902

Hanzer Frères war ein französischer Hersteller von Automobilen.

## Unternehmensgeschichte
Das Unternehmen aus Petit-Ivry begann 1899 mit dem Bau von Automobilen. 1903 endete die Produktion.

## Fahrzeuge
Das erste Modell war ein Dreirad. 1900 folgte das Modell 3 CV mit einem Einbaumotor von De Dion-Bouton. 1901 kam das Modell 6 CV als Zweisitzer und Viersitzer dazu, dessen Motor von Aster kam. 1902 übernahm die Firma Durey-Sohy die Produktion. 1903 bestand das Angebot aus den Einzylindermodellen 5 CV und 6 CV sowie dem Zweizylindermodell 9 CV.
Ein Fahrzeug dieser Marke existiert heute noch. Es wird gelegentlich beim London to Brighton Veteran Car Run eingesetzt.